# Felicissimus
Felicissimus ( overleden ca. 271) was rationalis of minister van Financiën in het Romeinse Keizerrijk. Hij kwam in conflict met keizer Aurelianus, die hem betichtte de Romeinse munt de antoninianus te hebben ontwaard. Daarop ontketende Felicissimus een opstand van de muntmeesters, vandaar dat hij wordt gecatalogeerd als usurpator. Deze opstand zou ongeveer drie jaar hebben geduurd en vele levens hebben gekost.
Felicissimus werd vervangen door Gaius Valarius Sabinus, die een nieuwe munt, de aurelianianus zal invoeren.